# 枫林水电站
枫林水电站位于中国吉林省抚松县漫江镇下游方向枫林村与锦江村之间的漫江中游干流。发电为主兼顾防洪。业主为吉林省地方水电有限公司抚松分公司。

## 技术概况
坝址控制流域面积1094.1km2，坝址以上河道长63.1km，河道平均比降11.43‰。多年平均径流量7.16亿m3，多年平均流量22.7m3/s。
砼面板堆石坝。坝顶高程800.80m，防浪墙顶高程802.00m。最大坝高54.8m。坝顶长度372.50m。坝顶宽度6.0m。
水库死水位780.00m，死库容888.34万m3。正常蓄水位兼汛限水位796.00m，正常蓄水库容2557.8万m3。兴利库容1700万m3。总库容3068.34万m3。五十年一遇设计洪水位797.07m，洪峰流量1170m3/s。百年一遇洪峰流量1360m3/s。千年一遇校核洪水位799.81m，洪峰流量1960m3/s。
左岸岸坡式溢洪道，堰顶高程790.00m，4孔，单宽9m，设计泄量521.79m3/s。校核泄量872.36m3/s。溢洪道坝段长40m。
泄洪洞进水口位于大坝右岸上游238m处，洞长320m，进口底板高程751.00m。为宽10m，高11.28m的城门洞式隧洞。设计泄量463.21m3/s。校核泄量775.1m3/s。
大坝上游右岸1.3km处位引水发电隧洞进水口，利用天然河道。最大引用流量60.50m3/s，进水口底板高程770.50m。从进口到出口调压井全长2032m。引水隧洞出水口暨地面发电厂房距离大坝5.7km。4台机组，总装机容量32MW。年发电量1.054亿kWh。水量利用系数97.1%。

## 历史
吉林省水利水电勘测设计院负责设计，2000年12月提出《吉林省抚松县枫林水利枢纽工程项目建议书》。2002年12月吉林省发展计划委员会以吉计农字[2002]919号《关于抚松县枫林水利枢纽工程项目建议书的批复》。2004年12月吉林省水利水电勘测设计院完成枫林水利枢纽可行性报告的编制工作。2005年1月吉林省发改委以吉发改农经字[2005]25号《关于抚松县枫林水利枢纽工程可行性研究报告的批复》。2005年受吉林省地方水电有限责任公司，吉林省水利水电勘测设计院完成初步设计报告编制工作。淹没林地114.25公顷。静态投资2.9亿元，总投资3.06亿元。资金来源为吉林省地方水电有限公司自筹6000万元，申请国家开发银行软贷款6000万元，国家开发银行贷款18642.08万元。
始建于2005年。引水隧洞分为进口段、出口段、中段，共4个工作面掘进。2009年6月，中段与出口段贯通。2009年11月，中段与进口段贯通。2013年发电。
2018年3月22日，枫林水电站被水利部评为安全生产标准化达标评级一级单位，这是吉林省第一座农村水电安全生产标准化一级电站。